# Белая слобода
Бе́лые сло́боды — территории в средневековом русском городе, жители которых занимались тем же, чем посадские люди чёрных слобод и чёрных сотен. Различие состояло в том, что население белых слобод жило на территории белых земель, то есть на землях светских и духовных феодалов, и освобождалось от государственных повинностей и уплаты государственных налогов (тягла).  
В отдельных белых слободах жили также служилые люди (беломестные казаки, драгуны, пахотные солдаты, пушкари и др.).
В связи с освобождением  промышленного населения белых слобод от посадского тягла, последнее ложилось на меньшее количество плательщиков. Посадские люди требовали покончить с таким положением и в 1649 году, после соляного бунта, частновладельческие белые слободы были ликвидированы Соборным Уложением, а их население приписано к посадам.